# 沙井驿街道
沙井驿街道，是中华人民共和国甘肃省兰州市安宁区下辖的一个乡镇级行政单位。

## 行政区划
沙井驿街道下辖以下地区：
齿轮厂社区、元台子社区、沙井驿社区、西沙社区、沙井驿村、河湾村、南坡坪村和焦家庄村。